# Zalesiaki-Pieńki
Zalesiaki-Pastelńki [pronunciación en polaco: /zalɛˈɕaki ˈpjɛɲki/] es un pueblo ubicado en el distrito administrativo de Gmina Działoszyn, dentro del Distrito de Pajęczno, Voivodato de Łódź, en Polonia central. Se encuentra aproximadamente a 6 kilómetros al sur de Działoszyn, a 12 kilómetros al suroeste de Pajęczno, y a 89 kilómetros al suroeste de la capital regional Łódź.
El pueblo tiene una población de 70 habitantes.